# Lygodactylus kimhowelli
Lygodactylus kimhowelli là một loài thằn lằn trong họ Gekkonidae. Loài này được Pasteur miêu tả khoa học đầu tiên năm 1995.